# Waldemar Cierpinski
Waldemar Cierpinski (Neugattersleben, 3 agosto 1950) è un ex maratoneta tedesco, vincitore della medaglia d'oro alle Olimpiadi di Montreal 1976 e Mosca 1980.

## Biografia
Inizia la carriera come siepista, per passare alla maratona nel 1974. Alle Olimpiadi del 1976 era praticamente sconosciuto e la sua affermazione fu una grossa sorpresa per tutti. Corse con il gruppo di testa fino all'attacco di Frank Shorter al 25º chilometro. Cierpinski lo raggiunse e vinse con 51 secondi di margine.
Fu solo 4º agli Europei 1978, ma due anni più tardi fu nuovamente oro ai Giochi olimpici. Corse in riserva e raggiunse la testa solo al 36º km e prese saldamente il comando. Nonostante l'olandese Gerard Nijboer si fosse molto avvicinato nel finale, Cierpinski sprintò negli ultimi 200 metri ed ottenne il secondo alloro consecutivo, eguagliando Abebe Bikila.
Terzo ai Mondiali del 1983, gli fu impedito di cercare il terzo oro olimpico dal boicottaggio imposto dai paesi dell'est europeo ai Giochi di Los Angeles 1984.
Nei ranking mondiali di Track & Field News Cierpinski fu primo nella maratona nel 1976 e 1980 ed ottavo nel 1978 e 1983.
Waldemar Cierpinski è oggi membro del Comitato olimpico tedesco.

## Palmarès
| Anno | Manifestazione | Sede  | Evento   | Risultato | Prestazione | Note |
| ---- | -------------- | ----- | -------- | --------- | ----------- | ---- |
| 1982 | Europei        | Atene | Maratona | 6º        | 2h17'50"    |      |

## Altre competizioni internazionali
1974
- Bronzo alla Maratona internazionale della pace ( Košice) - 2h20'28"

1975
- 7º alla Maratona internazionale della pace ( Košice) - 2h17'30"

1976
- Bronzo alla Maratona di Fukuoka ( Fukuoka) - 2h14'56"
- Oro alla Maratona di Wittenberg ( Wittenberg) - 2h12'21"
- Oro alla Maratona di Chemnitz ( Chemnitz) - 2h13'57"

1977
- 7º alla Maratona internazionale della pace ( Košice) - 2h16'00"

1978
- Oro alla Maratona di Praga ( Praga) - 2h14'51"
- 32º alla Maratona di Fukuoka ( Fukuoka) - 2h22'49"
- Oro alla Maratona di Cottbus ( Cottbus) - 2h14'57"

1979
- Oro alla Maratona di Chemnitz ( Chemnitz) - 2h15'50"

1980
- 6º alla Maratona di Fukuoka ( Fukuoka) - 2h10'24"
- Oro alla Maratona di Chemnitz ( Chemnitz) - 2h11'17"

1982
- Oro alla Maratona di Dresda ( Dresda) - 2h12'59"
- Oro alla Maratona di Manila ( Manila) - 2h14'27"

1983
- 7º alla Maratona di Tokyo ( Tokyo) - 2h12'40"
- 15º alla Maratona di Fukuoka ( Fukuoka) - 2h15'30"

1985
- 5º alla Maratona internazionale della pace ( Košice) - 2h19'42"